# Rivolta dei Ghilzai
La rivolta dei Ghilzai fu una rivolta della tribù dei Ghilzai che ebbe luogo nel 1938 nel Regno dell'Afghanistan. I Ghilzai cercarono di deporre dal trono Mohammed Nadir Shah e di restaurare Amanullah Khan nel ruolo di re dell'Afghanistan. Un parente di Amanullah, Said al-Kailani noto anche come Shami Pir, marciò su Kabul con un numero imprecisato di guerrieri Ghilzai.
Secondo i resoconti la ribellione venne repressa nell'estate del 1938 ad opera dei soldati dell'esercito afghano, riforniti dagli inglesi di fucili (circa 25 000) e munizioni (7 000 000). La rivolta indusse il primo ministro afghano, Mohammad Hashim Khan, a incrementare i sussidi alle tribù dei Pashtun poste nei pressi della linea Durand.